# Замаск
Замаск (хорв. Zamask) — населений пункт у Хорватії, в Істрійській жупанії у складі міста Пазин.

## Населення
Населення за даними перепису 2011 року становило 58 осіб.
Динаміка чисельності населення поселення:

## Клімат
Середня річна температура становить 12,56 °C, середня максимальна – 25,54 °C, а середня мінімальна – -1,36 °C. Середня річна кількість опадів – 1070 мм.
| Клімат поселення                              | Клімат поселення | Клімат поселення | Клімат поселення | Клімат поселення | Клімат поселення | Клімат поселення | Клімат поселення | Клімат поселення | Клімат поселення | Клімат поселення | Клімат поселення | Клімат поселення | Клімат поселення |
| Показник                                      | Січ.             | Лют.             | Бер.             | Квіт.            | Трав.            | Черв.            | Лип.             | Серп.            | Вер.             | Жовт.            | Лист.            | Груд.            |                  |
| Середній максимум, °C                         | 8,97             | 9,84             | 12,84            | 16,20            | 21,24            | 25,15            | 25,54            | 24,90            | 20,71            | 16,16            | 11,32            | 8,07             |                  |
| Середня температура, °C                       | 3,80             | 4,66             | 7,66             | 11,03            | 16,06            | 19,97            | 22,34            | 21,70            | 17,51            | 12,96            | 8,13             | 4,88             |                  |
| Середній мінімум, °C                          | −1,36            | −0,51            | 2,49             | 5,85             | 10,90            | 14,81            | 19,12            | 18,50            | 14,30            | 9,75             | 4,92             | 1,66             |                  |
| Норма опадів, мм                              | 78               | 63               | 78               | 88               | 78               | 92               | 65               | 92               | 96               | 118              | 123              | 99               |                  |
| Середньомісячна швидкість вітру, м/с          | 1.61             | 1.90             | 2.12             | 2.17             | 1.97             | 1.87             | 1.84             | 1.77             | 1.69             | 1.80             | 1.83             | 1.74             |                  |
| Середньомісячна сонячна радіація, кДж/м²·день | 4473             | 7397             | 10646            | 14978            | 19199            | 20846            | 21900            | 18887            | 13926            | 8995             | 4928             | 3760             |                  |
| --------------------------------------------- | ---------------- | ---------------- | ---------------- | ---------------- | ---------------- | ---------------- | ---------------- | ---------------- | ---------------- | ---------------- | ---------------- | ---------------- | ---------------- |
| Джерело:                                      |                  |                  |                  |                  |                  |                  |                  |                  |                  |                  |                  |                  |                  |